# Hadennia maculifascia
Hadennia maculifascia är en fjärilsart som beskrevs av George Francis Hampson 1895. Hadennia maculifascia ingår i släktet Hadennia och familjen nattflyn. Inga underarter finns listade i Catalogue of Life.